# Füst

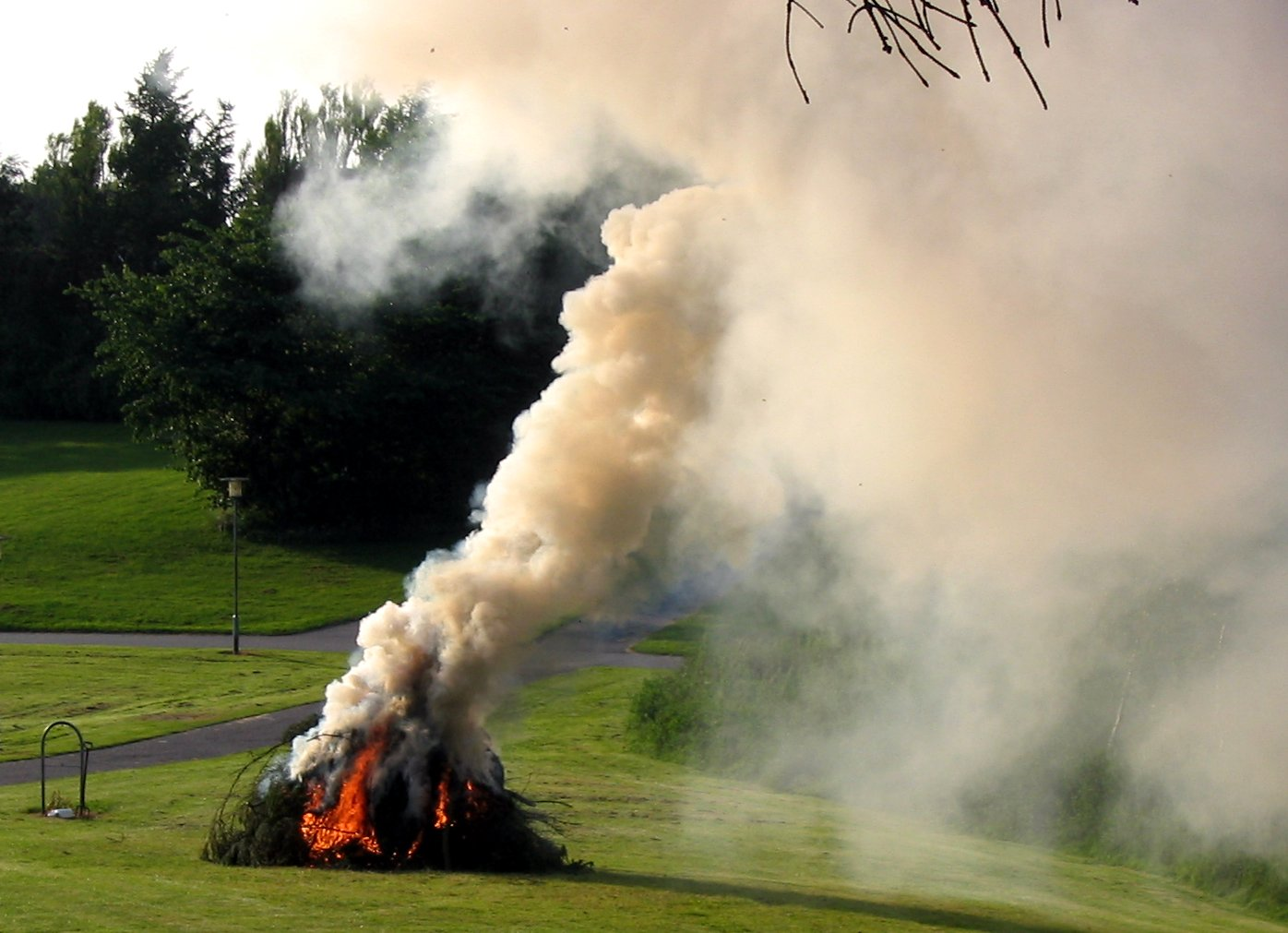
Nedves szénarakás füstje

## Bevezetés, fogalmak
A füst fizikai megközelítésben diszperz rendszer, azaz olyan keverék, amelyben a levegőben vagy más gáz halmazállapotú diszperz közegben égés során keletkezett gázok és porlasztott szilárd anyagi részek oszlanak el.
Tökéletes (tiszta) égés során a tüzelőanyag, pl. száraz szén vagy fa égésekor a szénből szén-dioxid, a hidrogénből vízgőz, valamint az égéslevegő többi részéből nitrogén és nemesgázok szabadulnak fel, ez esetben a füst szilárd részeket alig tartalmaz, és tulajdonképpen láthatatlan a füstgáz, amíg a vízgőz ki nem csapódik (leginkább hideg környezetben, pl. télen).
Tökéletlen égéskor (oxigénhiányos fa‑, szén‑, olajtüzelés, benzinégés stb. esetén) a felszabaduló gázokkal együtt számottevő szilárd anyag is kerül a levegőbe, s részben e diszperz részecskék révén a füst láthatóvá válik. Színe az égés során az egymással kölcsönhatásba lépő elemek fizikokémiai tulajdonságaitól függ: a száraz fa vagy faszén füstje fehér, a nedves fáé vagy kőszéné világos- vagy sötétszürke (az ilyen füst később lerakódó szilárd részecskéi képezik a kormot), az érctartalmú kohófüst átlátszatlan fekete színű, stb. A légköri jellemzők megadásakor (meteorológiai adatokban is) szerepelnek a legfontosabb jellemzők, az ózontartalom, nitrogén-dioxid, kén-dioxid, és PM10 aeroszol (por).

## Füst forrásai, égetési módok

### Fűtőberendezések, jármű motorok, ipar
A füst legtöbb formája kémiai komponensei révén az emberi szervezetre ártalmas, ezért a tüzelőrendszerek egyik legfontosabb része a füstöt a lakótérből, az épületből a szabadba vezető füstelvezető szerkezet, az égéstermék elvezető (füstcsatorna, kémény, füstelvezető kupola stb.). A levegőszennyezettség, a nagyvárosok felett kialakult füstköd (szmog) kialakulásáért az ipari és háztartási füstkibocsátás, illetve a gépjárművek kipufogógáza, tulajdonképpeni füstje felelős. A nagy tömegű ipari füst képződését füstgáz-szűrők, -mosók, -kezelők telepítésével, illetve motorokban ólommentes üzemanyag és részecskeszűrő alkalmazásával lehet megelőzni vagy mérsékelni.

### Szabadtéri égetés
Szabadtéri égetésre több rendelkezés vonatkozik, pl. az OTSZ (Országos Tűzvédelmi Szabályzat).
Az OTSZ 225. § (1) azt tartalmazza, hogy „Ha jogszabály másként nem rendelkezik, a lábon álló növényzet, tarló, növénytermesztéssel összefüggésben és a belterületi ingatlanok használata során keletkezett hulladék szabadtéri égetése tilos.”
A 2020-ban beterjesztett környezetvédelmi módosítócsomag egy pontja törölte a területet szabályzó, 1995-ös törvény azon pontját, miszerint az önkormányzatok jogosultak a nyílt téri avar- és kerti hulladékégetésről saját rendeletet alkotni. Amiként arra az indoklás is utal, e törlés nyomán 2021 jan.1-től mindenütt életbe lép a 2010-es levegővédelmi kormányrendelet, amelynek egy pontja szerint „hulladék nyílt téri [...] égetése [...] tilos”. Azonban veszélyhelyzet esetére az égetés az önkormányzatok hatáskörében marad. 

### A füst kulturális vonatkozásai
A dohányzás, a különféle dohánytermékek (cigaretta, szivar, pipadohány stb.) élvezeti jellegű fogyasztásakor kifejezetten az égéstermékként jelentkező füst belélegzése történik. A beszívott dohányfüst szintén egészségkárosító hatású, amely például füstszűrő alkalmazásával enyhíthető.

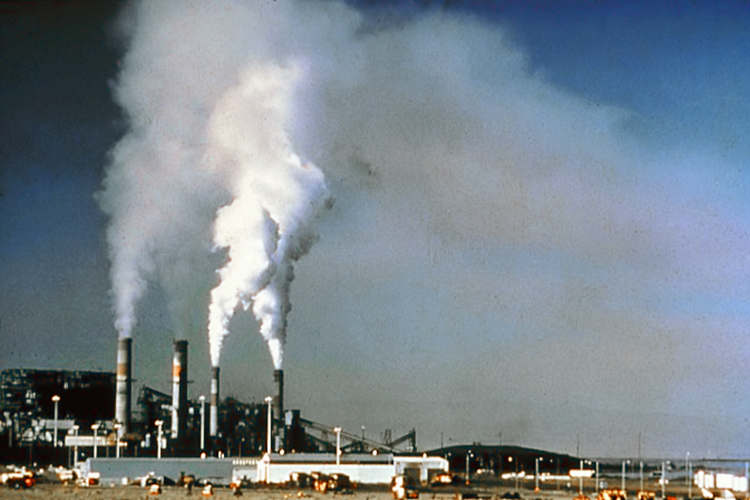
Ipari füstkibocsátás

Bár a füst elsősorban a szükségszerű tűzgyújtással, égetéssel járó kényelmetlen melléktermék, esetenként kifejezetten előidézése a cél. Természeti népek, főleg észak-amerikai indiánok nagy távolságokból is hatékonyan kommunikáltak egymással füstjelek segítségével. A szertartásos füstölés világszerte, így a magyar népi hitvilágban is az egyik legalapvetőbb mágikus, gonoszűző eljárás volt, és szintén hagyományosan füstöléssel fertőtlenítettek az épületeket, ruhákat, embereket pestis- vagy egyéb járványok idején.
Az eredetileg a buddhizmushoz kötődő, növényi anyagokból gyártott füstölőt ma világszerte használják nyugtató vagy élénkítő hatású, illatos füstjének köszönhetően.
A füstölést az élelmiszeriparban az ősidőktől máig is használják egyes termékek, főként hús-, hal- és sajtféleségek ízfokozása, egyben tartósítása céljából, illetve a méhészetben a méhek távoltartására, elbódítására.
A harcászatban és a rendészetben ismert a csapatmozgásokat és harci tevékenységeket elrejtő álcázó füst vagy füstfüggöny alkalmazása, illetve az ellenfelet harcképtelenné tevő vagy figyelemelterelő füstgránát bevetése.

### Depónia tűzesetek
A hulladéklerakók belsejében aerob és anaerob bomlás is történhet, melynek során az anaerob bomlásból metán képződhet, ami véletlenszerűen kigyulladhat, és jelentős tüzet, káros légszennyezést okozhat. Ilyenek voltak pl. a berhidai, kerepesi, algyői, székesfehérvári, és hatvani hulladéklerakók tűzesetei is. Egyéb tűzesetek is jelentős légszennyezéssel járnak, ami a katasztrófavédelem részéről jár intézkedésekkel.

## Égéstermék, füst emissziója
Az égéstermékek károsanyag-tartalma a levegőbe jutott anyagfajtákra külön mérhető, úgynevezett emisszió. Az emisszió szabályozása az égetés fajtája szerint eltérő, a dohányzást egészségügyi rendeletek, a kerti égetést az OTSZ és önkormányzati rendeletek szabályozzák. Az ipari berendezésekre pl. a 4/2011. (I. 14.) VM rendelet vonatkozik. Tüzelőberendezésekre 140 kW fölött a 23/2001. (XI. 13.) KöM rendelet érvényes. Háztartási szilárd tüzelő berendezésekre az (EU) 2015/1185 irányelv vonatkozik, gyakorlati érvényessége csak 2022-től van. Szilárd tüzelésű kazánokra részben kibocsátásra, részben címkézésre találhatók EU-s előírások, legkorábbi hatálybalépési időpont címkézésre 2017. április 1.
A forgalomban lévő fűtési célú tüzelőberendezésekben többféle módon törekszenek a füstgáz-emisszió csökkentésére. A pellet tüzelésű háztartási kazánokban lefelé irányuló huzam található, alján hamugyűjtő tölcsérrel. Ez mechanikus porleválasztóként működik. Nagyobb biomassza tüzelésű kazánokon ciklonok találhatók.
Füstgázventilátorral rendelkező kandallókhoz gyártanak kerámia szűrőket, erősen porózus, habosított anyagból, finom por, hamu és korom kiszűrésére. Továbbá felszerelhetők katalizátorok, melyek az autó-katalizátorokhoz hasonlóan a szénhidrogéneket alakítják át kevésbé káros vegyületekké. Ezeket időnként tisztítani, cserélni kell.
Aktív emissziócsökkentés lehetséges az elektrosztatikus szűrők beépítésével, melyekhez áramcsatlakozás szükséges. Ezek nem cserét, hanem rendszeres tisztítást igényelnek.
Az égésből származó gázok is emissziónak számítanak, így pl. CO2, SO2, CO, melyek részben üvegházhatást váltanak ki, másrészt káros, mérgező hatásúak is lehetnek.
Indirekt módon, az égés feltételeinek javításával is lehet csökkenteni az emissziót, ezért egyes új berendezések külön füstszűrőt nem igényelnek. Ilyen a biztonsági füstgáz-hőmérsékletet korlátozó termosztát vagy az automatikus kályhaszabályozó (füstgáz mennyiségről, sebességről, és hőmérsékletről), ill. egyes kazánokba beépített lambda-szondás szabályozás.

## Külső hivatkozások
- Füstölők története
- Füstölők hatása illat szerint
- Füstölő.lapozz.hu
- Habosított kerámia szűrő Archiválva 2018. január 10-i dátummal a Wayback Machine-ben